# Markus Schultze
Markus Schultze (* 12. Dezember 1971 in Wolfenbüttel) war von 2000 bis 2006 Moderator bei MTV Germany.
Die Schule beendete Schultze mit dem Abitur, brach ein gerade begonnenes Studium ab und machte eine Schreinerlehre. Seine Leidenschaft war schon in jungen Jahren die Musik.  Er spielte u. a. bei Sisyphean Task, Milk auf Ex und Underwater Circus. Um sich finanziell über Wasser zu halten, nahm Schultze eine Reihe von Gelegenheitsjobs an, die jedoch alle nur von kurzer Dauer waren.
1999 absolvierte Schultze ein Casting bei dem Musiksender MTV Central. Er wurde daraufhin 2000 VJ und moderierte bis 2006 verschiedene Sendungen, u. a. Select und Brand Neu sowie diverse Live-Events.
Seit 2004 moderiert Schultze PopXport – Das Deutsche Musikmagazin auf DW-TV. Dieses Musikjournal zeigt u. a. Neuerscheinungen auf dem deutschen Musikmarkt.
Er moderiert diverse Veranstaltungen, Filmfestivals, Musikfestivals, z. B. Pop Meets Classic in Braunschweig. Seit 2007 ist er als Moderator und Video-Blogger im Auftrag des Industrie-Verbandes Motorrad tätig. Seit Februar 2011 ist er Teil der dreiköpfigen Band Mintamings.